# Malick Evouna
Malick Evouna (* 28. November 1992 in Libreville) ist ein gabunischer Fußballspieler.

## Karriere

### Verein
Der Stürmer startete seine Profikarriere 2008 bei seinem Heimatklub AO Cercle Mbéri Sportif in Libreville, wo er bis 2012 spielte. Danach wechselte er eine Spielzeit zum CF Mounana. In dieser Saison schoss er für den Verein in 17 Partien 12 Tore. 2013 wechselte er weiter zum marokkanischen Erstligisten Wydad Casablanca.
Im Sommer 2016 wechselte er von Al-Ahly Kairo zum chinesischen Verein Tianjin Teda und wurde von diesem nach einer Saison an den türkischen Verein Konyaspor ausgeliehen. Anschließend ging er zu CD Santa Clara nach Portugal und spielte 2020 noch leihweise für CD Nacional.
Seit dem 16. November 2020 steht Evouna nun beim tunesischen Erstligisten CS Sfax unter Vertrag.

### Nationalmannschaft
Am 9. November 2012 gab er in einem Freundschaftsspiel gegen Saudi-Arabien sein Länderspieldebüt für die A-Nationalmannschaft. Er stand auch im Aufgebot für die Fußball-Afrikameisterschaft 2015. Dort schoss er im Eröffnungsspiel gegen Burkina Faso das erste Turniertor. Bisher schoss er in 34 Partien zwölf Tore.

## Erfolge
- Gabunischer Pokalsieger: 2013
- Marokkanischer Meister: 2015
- Ägyptischer Meister: 2015